# Marià I de Torres
Marià I de Torres (Còrsega,?->1082) jutge de Torres, fou fill d'Andreu Tanca, a qui va succeir abans de 1073, data de la seva primera cita, i va governar fins després de 1082, en què se'l documenta per darrera vegada. Dels seus successors no hi ha referències fins a l'any 1112, per la qual cosa no se sap amb exactitud la durada del seu govern. Fou favorable a Pisa, atorgant als seus mercaders el Privilegi Logudorès. Fidel cristià va donar molts beneficis a les esglésies i fins i tot va pagar una quantitat anyal al Papa en prova de devoció. Es va casar amb Susanna de Zori i va tenir set fills: Constantí I de Torres; Itocor (mort passat el 1124); Gunnari (mort després del 1124); Pere (testimoniat entre el 1113 i el 1124); Comit (testimoniat entre el 1113 i el 1124, casat amb Jordina de Zori i pare d'Itocor, Maria i possiblement Barisó de Lacon); Torbé (pare d'Itocor i Gunnari) i; Comit de Gunale (fill probablement il·legítim, pare de Paulesa de Zori, dona del primer jutge de Gallura conegut, Torxitori I de Zori).